# William Winegard
Pour les articles homonymes, voir Winegard.
William Charles Winegard (17 septembre 1924-31 janvier 2019) est un homme politique canadien de l'Ontario. Il est député fédéral progressiste-conservateur de la circonscription ontarienne de Guelph de 1984 à 1988 et de Guelph—Wellington de 1988 à 1993.

## Biographie
Né à Hamilton en Ontario, Winegard sert dans la Marine royale canadienne lors de la Seconde Guerre mondiale de 1942 à 1945 et devient le plus jeune officier de l'histoire de la marine. En 1952, il reçoit un doctorat en génie métallurgique de l'Université de Toronto et y enseigne jusqu'en 1967. De 1967 à 1975, il sert comme vice-chancelier de l'Université de Guelph.

### Carrière politique
Élu en 1984 dans Guelph, il est réélu en 1988. Secrétaire parlementaire du ministre du Commerce international de 1988 à 1989, il sert ensuite comme ministre d'État en Science et Technologie de 1989 à 1990 et ministre titulaire en Science de 1990 à 1993.

### Après la politique
En 1998, il est fait Officier de l'Ordre du Canada.
Lors des commémorations du jour du souvenir à Guelph en 2014, il critique le gouvernement Harper pour sa façon de traiter les vétéran. Plus tard la même année, le Upper District School Board annonce qu'une nouvelle école dans le quartier est de Guelph sera nommée en son honneur la William C. Winegard Public School. Depuis son ouverture en septembre 2015, Winegard y a fait plusieurs visites.
Winegard meurt en janvier 2019 à l'âge de 94 ans.